# Akademia Nauk Politycznych w Warszawie
Akademia Nauk Politycznych − istniejąca w latach 1939−1950 prywatna szkoła akademicka z siedzibą w Warszawie.

## Historia
Akademia Nauk Politycznych była uczelnią prywatną, której tradycje sięgały 1915 roku. ANP powstała 1 września 1939 roku na podstawie rozporządzenia ministra wyznań religijnych i oświecenia publicznego z 28 kwietnia 1939 roku w miejsce Szkoły Nauk Politycznych w Warszawie. Nadanie prywatnej uczelni takich samych praw, jakie miały państwowe szkoły akademickie, było najwyższą formą pozytywnego wyróżnienia uczelni przez władze państwowe, ANP była jedną z siedmiu takich uczelni w kraju. W okresie II wojny światowej ANP nie funkcjonowała. Wznowienie działalności miało miejsce w październiku 1945 roku. Dekretem z 15 listopada 1946 roku szkoła została przekształcona w państwową szkołę akademicką, złożoną z czterech wydziałów: dyplomatyczno-konsularnego, administracyjnego, nauk społecznych i dziennikarskiego. Rozporządzeniem Rady Ministrów z 6 września 1950 roku szkołę przekształcono w Szkołę Główną Służby Zagranicznej.
Obecnie w jej budynku znajduje się siedziba Krajowej Szkoły Administracji Publicznej.

## Rektorzy
- Jan Edmund Reyman (1939, 1945−1946)
- Edward Szturm de Sztrem (1946–1950)